# Забава (герб)
Забава (пол.Zabawa) – шляхетський герб польського чи чеського походження.

## Опис герба
Опис згідно з класичними правилами блазонування:
У розтятому щиті перше поле синє, друге шаховане червоно-срібними квадратами.
Клейнод: п'ять страусиних пір'їн.
Намет: праворуч блакитний, підбитий сріблом, ліворуч червоний, підбитий сріблом.
У найстаріших гербовниках, можна зустріти опис герба із зворотним описом полів.

## Історія
- 1465 і 1483 роками датується печатка Станіслава Шверадського, краківського каноніка.
- Найбільш ранні геральдичні джерела, що згадують герб датуються 1464-1480 роками в Insignia seu clenodia Regis et Regni Poloniae польського історика Яна Длугоша, який визнає його за споконвічно польським. Він записує інформацію про герб серед 71 найстаріших польських гербів у розділі: "Zabawa: pro medietate campi scaccalem tabulam pro et altera medietate campum celestinum. Рід Polonicum, in quo viri sensati."[2].

## Гербова легенда
Гербова легенда згадується в гербовнику Каспера Несецького, за якою герб отримав назву від лицаря Віслімєжа (Wiślimierz) герба Шахівниця, який, як командир в авангарді, разом зі своїми людьми напав на затаєного в засаді ворога і діставав його довго різними підходами, або збройними силами (названими іграми), доки прийшов гетьман разом з військом і послав його у бій. Король, будучи вдячний тому лицареві, в знак визнання його доблесті і забавлянні на собі ворога надав йому герб із назвою Забава.

## Гербовий рід
Bruski, Bubelwic, Bubełwic, Drochecki, Dąbrowski, Koczeński, Koczyński, Koczywski, Kościelecki, Piasecki, Pierocki, Pirocki, Pirucki, Sokół, Spiczak Brzeziński, Szwyradzki, Węchadłowski, Włodek, Zabawski, Świradzki, Świraski.
Деякі геральдисти, помилково приписують до цього гербаще прізвища: Бурські (Burski), Голінські (Goliński) i Несецькі (Niesiecki).
Проте, ці роди мали інші герби. І так Бурські користувалися гербом Яструбець, Голінські - Вискотою, Несецькі - Пораєм.

## Дивись також
- Різновид герб Забава - Спічак